# Arbusts i matolls Somalis d'Acacia i Commiphora
Els Arbusts i matolls Somalis d'Acàcia i Commiphora és una ecoregió de l'ecozona afrotròpica, definida per la WWF (clau de l'ecoregió: AT0715), que s'estén a través de Kenya, Somàlia, Etiòpia, Eritrea i Sudan. És inclosa en la llista Global 200 amb el nom de sabana d'acàcia del Corn d'Àfrica.

## Territori
Es tracta d'una ecoregió de sabana que ocupa 1.053.300 quilòmetres quadrats a la Banya d'Àfrica. Ocupa la major part del territori de Somàlia, així com el nord-est de Kenya i l'est d'Etiòpia, i inclou tant la regió oriental de l'altiplà etíop i el fons de la vall del Rift. Una franja estreta s'estén del nord d'Etiòpia, a través d'Eritrea, al sud-est del Sudan.
Limita al nord per les prades i taques xeròfiles d'Etiòpia, al nord-est pels Arbusts xeròfils de les muntanyes de Somàlia, a l'est amb els herbassars i matollars d'Hobya, al sud pel bosc mosaic costaner del nord de Zanzíbar-Inhambane i manglars de l'Àfrica oriental, al sud-oest amb Boscs septentrionals d'arbusts i matolls d'Acacia-Commiphora i els Arbusts i pastures xeròfites de Masai, i a l'oest amb el mosaic de bosc i sabana de la conca del llac Victòria i els boscos de muntanya d'Etiòpia.

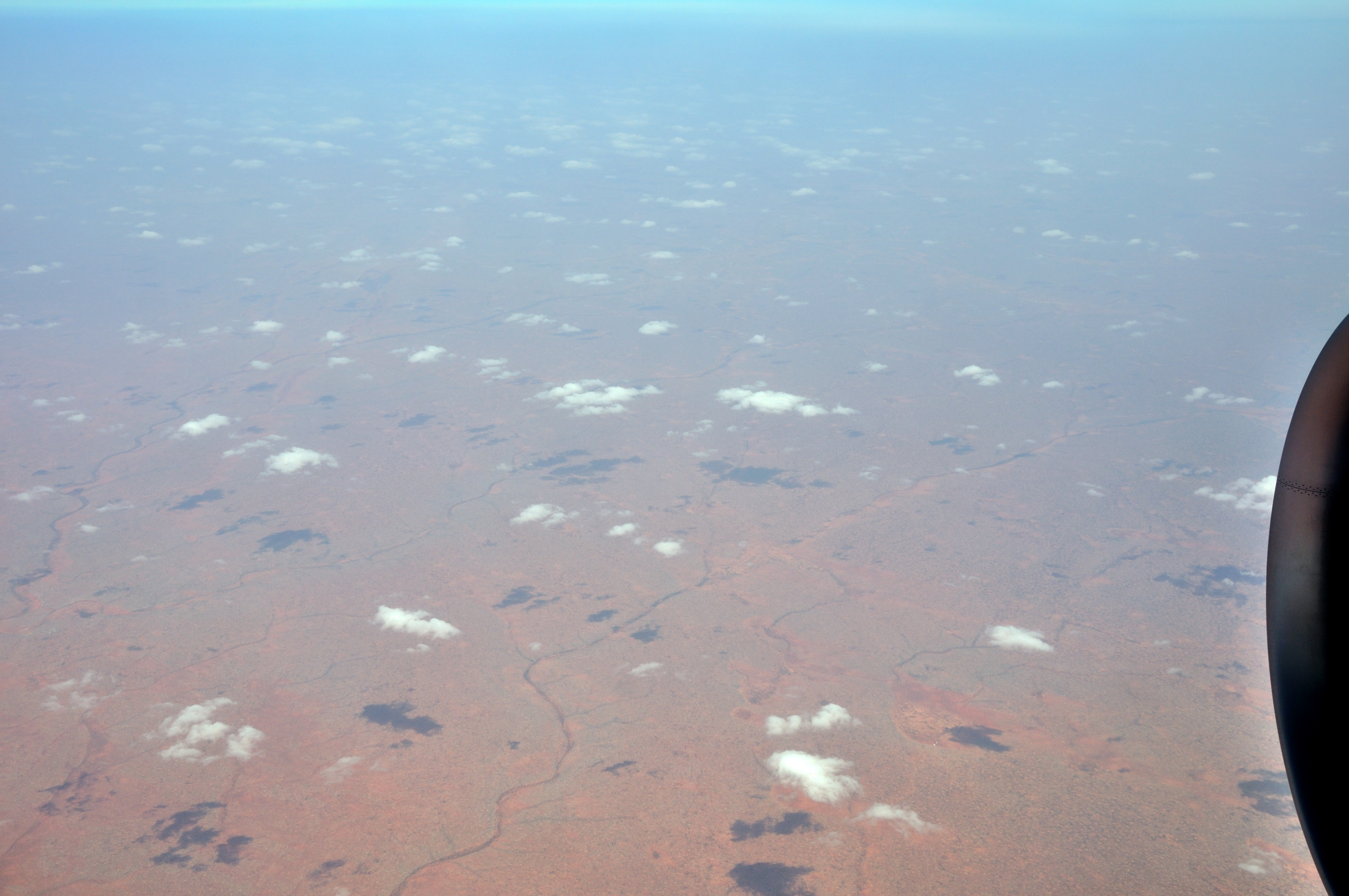
Vista aèria del relleu interior de l'ecoregió a prop de Sarax Darandoole (regió de Mudug), amb marques de cursos d'aigua eixuts

## Flora
Com el seu nom indica, les espècies arbòries més freqüents a la regió pertanyen als gèneres caducifolis Acàcia i Commiphora. El sotabosc es compon d'herbes i arbusts que no arriben a un metre d'altura, com ara Acalypha, Barleria i Aerva. A altituds més baixes, on les precipitacions són menys consistents, la vegetació té l'aparença d'una muntanya semi-desèrtica. En aquestes zones, l'Eufòrbia i l'Àloe es relacionen amb l'Acàcia i la Commífera, així com espècies herbàcies com Dactyloctenium aegyptium i Panicum turgidum. Entre els arbres de fulla perenne, els gèneres més representats són Boscia, Dobera, Salvadora, Grewia i Cadaba. També estan presents Crotalaria i Indigofera. L'aspecte uniforme d'aquesta vegetació amaga una gran diversitat en la composició florística. En el passat, al voltant de les bases dels inselbergs i al llarg dels cursos d'aigua permanents, va créixer una vegetació tipus bosc, però va ser destruïda en gran part per les activitats humanes.

## Fauna
La Banya d'Àfrica constitueix un important centre d'endemisme per als mamífers, en particular per als antílops com el dibatag (Ammodorcas clarkei), el beira (Dorcatragus megalotis), el damalisc del caçador (Beatragus hunteri) i la gacela d'Speke (Gazella spekei).). Entre els endemismes també hi ha un gran nombre de mamífers més petits, incloent quatre espècies de Gerbillus, un de Microdillus, una Crocidura (Crocidura greenwoodi) i el walo (Ammodillus imbellis), un gerbil present només a Somàlia. El facoquer de Somàlia (Phacochoerus aethiopicus delamerei) també està present gairebé exclusivament en aquesta regió.
Entre 400 i 1.000 damaliscs de Hunter (Beatragus hunteri) viuen a prop de Bura, a l'est del riu Tana, a Kenya. El dibatag (Ammodorcas clarkei) només està present a Somàlia i a l'est d'Etiòpia. Els ungulats de major distribució, però sempre amenaçats d'extinció, són la gacela comuna (Gazella dorcas) i la gacela de Soemmerring (Nanger soemmerringii). Al nord d'Etiòpia, una petita població d'ase salvatge africà (Equus africanus somalicus) viu al parc nacional Yangudi Rassa, mentre que un ramat de zebres de Grévy (Equus grevyi) està present a la reserva de caça d'Alledeghi. Un petit nombre d'arpó de Swayne (Alcelaphus buselaphus swaynei), una subespècie que en el passat era generalitzada, però actualment amenaçada, viu al santuari natural de Senkelle i al parc nacional de Nechisar, a la vall del Rift d'Etiòpia. La beisa (Oryx beisa) estava estesa en el passat per tota Somàlia. La caça excessiva ha provocat la desaparició d'aquesta espècie des de la major part del rang somali de l'espècie des dels anys vuitanta, però encara ocupa una àrea molt gran a Etiòpia; la població més gran viu a la vall de l'Awash, al sector nord del parc nacional homònim. L'antílop-girafa (Litocranius walleri) també viu a la regió, una espècie que ocupa una àrea àmplia que s'estén al sud de Kenya. El cudús gros i petit (Tragelaphus strepsiceros i T. imberbis) es poden trobar a les zones arbustives d'Acacia-Commiphora del sector etíop de l'ecoregió. Hi ha importants poblacions de cudú menors presents a algunes àrees protegides d'Etiòpia, com ara els parcs nacionals d'Awash, Omo i Mago. La distribució del gran kudu dins de les fronteres d'Etiòpia és més discontínua, però hi ha moltes poblacions presents a les zones de turons dels parcs nacionals de Nechisar, Omo i Mago.

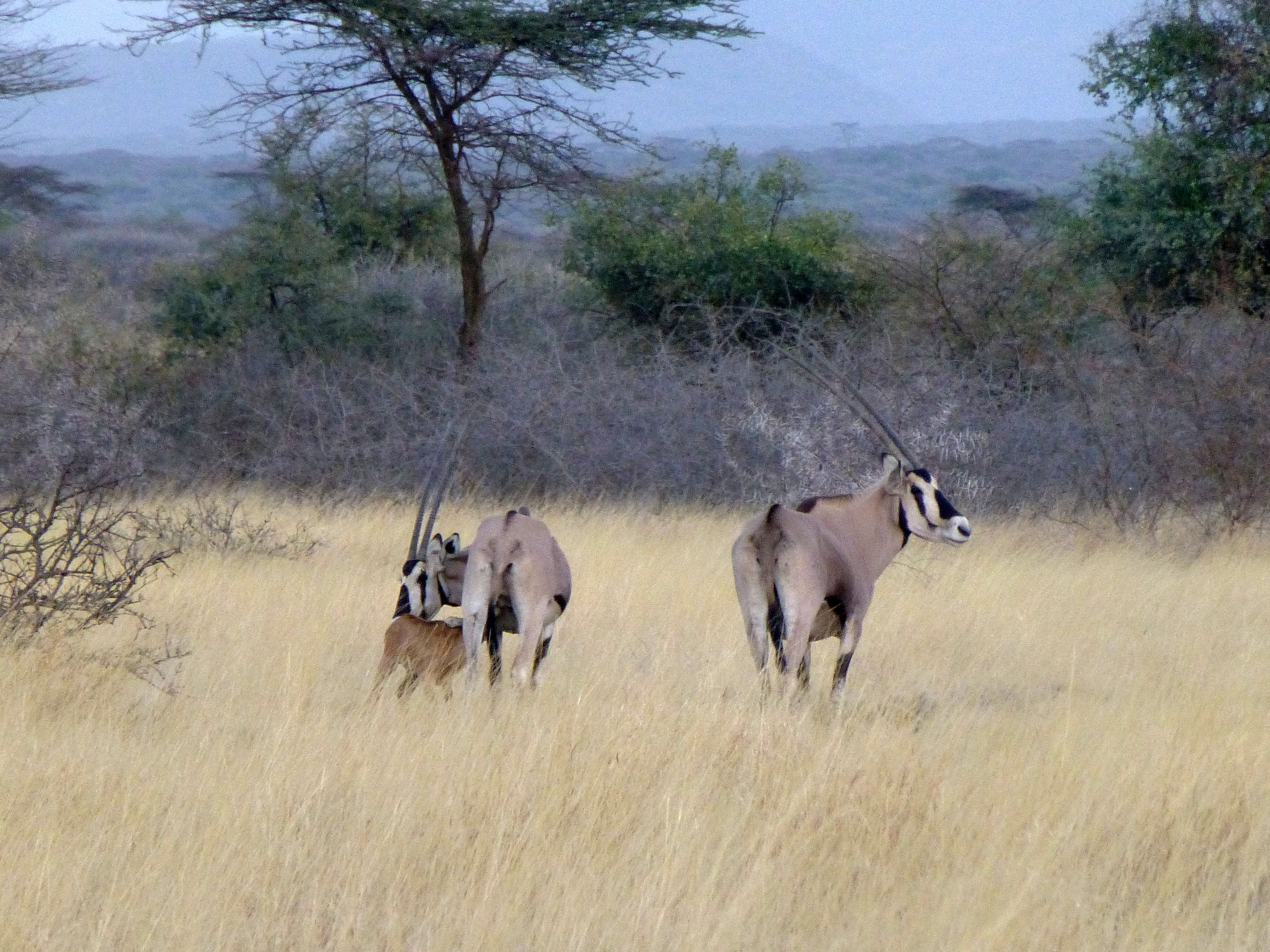
Òrixs en el Parc Nacional d'Awash, a Etiòpia

Els elefants (Loxodonta africana) i els búfals (Syncerus caffer) eren un cop utilitzats en els sectors més humits d'aquesta ecoregió. El nombre d'elefants està disminuint i només queden un petit grup d'espècimens dins de les àrees protegides. La reserva d'elefants de Babile a Etiòpia es va establir per protegir l'única població coneguda de la subespècie Loxodonta africana orleansi. Aquesta subespècie també estava present a la reserva natural d'Alifuuto (o Arbowerow), a Somàlia, però probablement va desaparèixer de la zona. Els lleons (Panthera leo), els lleopards (Panthera pardus), els guepards (Acinonyx jubatus) i les hienes ratllades i tacades (Hyaena hyaena i Crocuta crocuta) són els principals carnívors de la regió. També el gos salvatge (Lycaon pictus), en perill d'extinció, està present al sector etíop de l'ecoregió, especialment als parcs nacionals de Mago i Omo.
La major part de les espècies endèmiques d'animals i plantes estan associades a entorns àrids, però al llarg de les ribes dels rius Juba i Uebi Scebeli viuen dues aus estrictament endèmiques, l'alosa de Gillet (Mirafra gilletti degodiensis) i Laniarius liberatus. Altres aus endèmiques són Xanthopygia crithagra, Sylvietta philippae i Heteromirafra sidamoensis, mentre Oenanthe dubia és gairebé endèmica. Streptopelia reichenowi, el teixidor de Salvadori (Ploceus dichrocephalus) i el Turdoides squamulata.

## Conservació
En moltes zones, l'entorn natural ha estat danyat pel sobrepastoreig i la recollida de llenya, especialment a prop dels pobles i ciutats. La degradació del medi ambient ha esdevingut particularment forta a les zones on s'han llançat programes de reg (com ara el llac Zway a Etiòpia). A més, els grans mamífers s'han convertit en víctimes de la caça furtiva i han desaparegut de moltes àrees. Hi ha molts parcs nacionals a la regió, però sembla que no gaudeixen d'una protecció adequada. Les àrees protegides a Etiòpia inclouen els parcs nacionals de Yangudi Rassa, Nechisar, Awash, Omo i Mago, així com la reserva natural de Chew Bahr i el santuari de l'elefant de Babile; a Kenya el parc nacional de Malka Mari; i a Somàlia la reserva natural d'Alifuuto (o Arbowerow).